# Tomáš Richtr
Tomáš Richtr (* 9. března 1976, Jablonec nad Nisou) je český moderátor a komentátor automobilových závodů. Od roku 2008 do roku 2023 komentoval závody Formule 1.

## Osobní život
Je ženatý a má tři děti se dvěma ženami. Jeho nejoblíbenějším automobilem je Chevrolet Camaro, pitím Russkij Standard, Captain Morgran a Becherovka, filmem Vykoupení z věznice Shawshank, hudebním žánrem je pop.

## Komentování
Richtr komentuje řadu let, začínal na obrazovkách televize Galaxie Sport, kde komentoval například 24 hodin Le Mans či závody A1 Grand Prix. O něco později dostal nabídku komentovat přenosy Formule 1 místo Petra Horáka na obrazovkách TV Nova. Během působení na Nově měl možnost jet ve dvousedadlové formuli na okruhu Yas Marina v Abú Zabí, jeho řidičem byl italský jezdec Giacomo Ricci. V komentování ho ve studiu doplnily další osobnosti z českého motoristického novinářství – Martin Pouva, bývalý manažer týmu McLaren Pavel Turek a tou dobou benjamínek a kolega tehdy Richtrova webu Pavel Fabry. Ve studiu se po jeho boku ukázali například ex-pilot F1 Tomáš Enge, Jan Charouz, současný šéf AČR Jan Šťovíček či Josef Král. V minulosti měl dokonce u závodů A1 GP jako hosta malajského jezdce Alexe Yoonga, který jezdil i ve formuli 1. Na TV Nova komentoval v letech 2008–2014.
Od roku 2015 komentoval přenosy F1 na obrazovkách Sport 1 a Sport 2, což jsou televizní stanice spadající pod AMC Networks. Občas komentuje s Janem Charouzem, Josefem Králem či slovenským moderátorem Števem Eiselem. Od přebrání televizních práv TV Nova již závody Formule 1 nekomentuje.

## Manželství s Formulí 1
Po léta se tvrdí, že je fanouškem toho či onoho jezdce či týmu. Nejčastěji je tímto jezdcem Lewis Hamilton a tým McLaren, tuto informaci je ale třeba s rezervou, protože když Richtr začínal komentovat formuli 1 na TV Nova, tak krátce předtím působil u společnosti Vodafone, která byla v letech 2007–2013 titulním sponzorem právě McLarenu. Richtr sám o sobě tvrdí, že je ale pouze fanouškem formule 1, což v roce 2018 dokázal mimo jiné koupí kšiltovky s novým logem F1 u příležitosti GP Maďarska.
Richtr označuje za svůj nejoblíbenější závod GP Brazílie 2008, který sám komentoval. Jeho oblíbeným závodním okruhem je okruh jenž se ale nenachází ve formuli 1 – Laguna Seca.

## Weby
Od roku 2008 funguje původem Richtrův web F1Sport.cz. O několik let později jej ale prodal se zbytkem vlastníků společnosti Mladá Fronta. Sám založil další web: GPF1.cz. Na GPF1.cz působí řada lidí, kteří byli i na F1Sport, jako například Jan Pastorek.

## Život mimo Formuli 1
Richtr je zaměstnán ve společnosti CS Soft, kde řídí projekty, které spočívají ve vývoji, programování, implementaci a zajištění provozu systémů pro řízení letového provozu a podpůrných řešení. Richtr také téměř 8 let působil ve společnosti Kapsch jako provozní ředitel. Mimo jiné také pracoval pro Oskar Mobil a i krátce v jeho nové podobě – Vodafone. Jeho pozice byla role šéfa centra provozu systému.